# Terminus radieux
Terminus radieux est un roman d'anticipation (du mouvement du post-exotisme) de l'écrivain français Antoine Volodine paru en 2014 aux éditions du Seuil. Bien qu'il se déroule dans une Sibérie post-apocalyptique, son auteur ne considère pas ses romans comme des œuvres de science-fiction. Il a reçu le prix Médicis le 4 novembre 2014 et le prix de la Page 111 le 1er octobre 2014.

## Résumé
L'histoire se passe après l’irradiation nucléaire de la Sibérie et l’écroulement de la Deuxième Union soviétique, puis des siècles plus tard. Des soldats fantômes, des morts vivants et de troubles princesses parcourent le paysage dévasté. Terminus radieux est un kolkhoze qui sert de centre du monde. Solovieï, le directeur du kolkhoze, agit grâce à des pouvoirs surnaturels. Il est assisté de l'immortelle Mémé Oudgoul. Un convoi de chemin de fer circule inlassablement à côté du kolkhoze. Des prisonniers et des soldats errent sans fin...

## Personnages principaux
- Le trio de départ :
  - Elli Kronauer,
  - Iliouchenko,
  - Vassilissa (Vassia) Marachvili,
- Les gens de Terminus radieux :
  - Mémé Oudgoul
  - Solovieï (proche de Rossignol-Brigand), et ses trois filles :
    - Hannko Vogoulian, mariée à Aldolaï Schulhoff,
    - Myriam Oumarik, mariée à l'ingénieur Bargouzine,
    - Samiya Schmidt, mariée au tractoriste Morgovian,
- Les gens du train : Mathias Boyol, Hadzoböl Münzberg, Julius Togböd, Idfuk Sobibian, Shamno Driff, Noumak Ashariyev...

## Intrigue
Aux frontières de la Sibérie, un trio de fuyards s'est arrêté, Iliouchenko, Kronauer et Marachvili, épuisés, affamés, assoiffés, irradiés. La Deuxième Union soviétique s'est écroulée devant les fascistes. Les trois anciens combattants ont abandonné la capitale, l'Orbise. Ils ont fui le plus loin possible, à pied désormais, dans les provinces excentrées, les zones interdites.
En vue, le dernier sovkhoze des cartes, Étoile Rouge, comme les autres, abandonné, dévasté. Comme dans chaque agglomération humaine, disposant d'un réacteur nucléaire adapté aux besoins, tout s'est déréglé : généralement la pile s'est mise à brûler hors de la cuve, s'est enfoncée dans le sol. Les liquidateurs ont vite été liquidés. Les populations évacuées, ou plus souvent mortes sur place : Tchernobyl pour tous. Mais on peut espérer quelques stocks, un point d'eau, même irradié, un abri...
Un train vient s'interposer : des militaires et des prisonniers, défaits, égarés, presque immobiles, peut-être à la poursuite de fuyards ou de poches de vie.
Kronauer croit avoir aperçu de la fumée plus loin encore, derrière une forêt. Il décide de s'y rendre seul, Iliouchenko restant au chevet de Vasilissa.
Il parvient à un kolkhoze absent des cartes, Terminus radieux, dans un Levanidovo inconnu. Cette institution agricole a aussi périclité. Elle est sous la direction de Solovieï, une sorte de Raspoutine mêlé de Staline ou de Mao. Tout comme Mémé Oudgoul, qui « gère » le trou de sa pile, il est un mutant dont les pouvoirs se développent grâce aux radiations : puissance physique, régénération, omniscience, pénétration mentale... Avec ses trois filles, ce sont les seuls membres visibles du lieu. Les autres ne sont « ni vivants, ni morts, ni chiens »...
Le récit s'attache à ces survivants, et se mêle et s'enrichit de transcriptions de "narrats" chamaniques, ésotériques, pas pires que toute littérature post-exotique, imposés à tous par Solovieï. 
Le train va repartir, et exposer d'autres personnages. Cette nef des fous est à la recherche d'un camp susceptible de les accueillir. Depuis ses souterrains, Solovieï suit leur parcours, grâce à un corbeau espion.
On est loin de la mélodie populaire russe du rossignol (Salavieï), en plein enfer, ou cauchemar ironique.
Les repères géographiques sont flous, mais embellis par l'érudition de Kronauer sur les plantes locales. Les repères temporels sont plus flous encore, un peu comme le temps de vie des éléments radioactifs.

## Prix et distinctions
- Prix Médicis 2014
- Prix de la Page 111 2014
- Finaliste du prix Femina 2014[1]